# رافاييل دوبويس
رافاييل دوبويس (بالفرنسية: Raphaël Dubois)‏ هو طبيب وصيدلي فرنسي، ولد في 20 يونيو 1849 في لو مان في فرنسا، وتوفي في 21 يناير 1929 في لا سين سور مير في فرنسا.